# Maaspodium
Het Maaspodium is een theater gelegen in het Lloydkwartier in Rotterdam.
Het pand huisvestte tot 2013 het Onafhankelijk Toneel. Per 15 juni 2013 is het Maaspodium het huis van theatergezelschap Maas theater en dans.
De architect van het pand was Franz Ziegler. In 2004 werd het pand uitgebreid met de nieuwbouw van een vlakke vloer theaterzaal met 180 zitplaatsen en een foyer. 
In 2014 werd het Maaspodium heropend na de verbouwing door bureau Ziegler/Branderhorst. De oorspronkelijke grote zaal met een capaciteit van 220 stoelen is verdeeld in twee zalen: de grote zaal voor 205 bezoekers en de kleine zaal voor 105 bezoekers, beiden met een flexibele tribune.